# مویه ۳
مویه ۳ (به انگلیسی: Moje 3) گروه موسیقی صربستانی است.
آن ها در مسابقه آواز یوروویژن ۲۰۱۳ نماینده صربستان بودند.